# Cocodrilos de Matanzas
Uniformes
Cocodrilos de Matanzas est un club cubain de baseball évoluant en championnat de Cuba de baseball. Fondé en 1992, le club basé à Matanzas, dispute ses matchs à domicile à l'Estadio Victoria de Girón, enceinte de 22 000 places assises.

## Histoire
Le club est fondé en 1992 par fusion des clubs d'Henequeneros (champion en 1970, 1990 et 1991) et de Citricultores (champion en 1977 et 1984). Malgré cette belle hérédité, le club n'est jamais parvenu à se qualifier en séries éliminatoires. La meilleure saison reste celle de 1993-1994 au cours de laquelle les Cocodrilos échouent à une victoire et demie de Pinar del Río pour accéder aux séries éliminatoires.

## Saison par saison
| Saison    | Saison régulière | Saison régulière | Saison régulière | Saison régulière | Séries éliminatoires |
| Saison    | Class.           | Vic.             | Déf.             | %Vic.            | Séries éliminatoires |
| 1992-1993 | 2e A             | 35               | 30               | 0,538            | pas qualifié         |
| 1993-1994 | 2e A             | 39               | 26               | 0,600            | pas qualifié         |
| 1994-1995 | 2e A             | 37               | 27               | 0,578            | pas qualifié         |
| 1995-1996 | 2e A             | 37               | 27               | 0,578            | pas qualifié         |
| 1996-1997 | 3e A             | 39               | 26               | 0,600            | pas qualifié         |
| 1997-1998 | 4e A             | 39               | 51               | 0,433            | pas qualifié         |
| 1998-1999 | 3e A             | 40               | 50               | 0,444            | pas qualifié         |
| 1999-2000 | 4e A             | 39               | 51               | 0,433            | pas qualifié         |
| 2000-2001 | 4e A             | 36               | 54               | 0,400            | pas qualifié         |
| 2001-2002 | 3e A             | 48               | 42               | 0,533            | pas qualifié         |
| 2002-2003 | 3e A             | 41               | 49               | 0,456            | pas qualifié         |
| 2003-2004 | 4e A             | 27               | 63               | 0,300            | pas qualifié         |
| 2004-2005 | 4e A             | 28               | 61               | 0,315            | pas qualifié         |
| 2005-2006 | 3e A             | 29               | 61               | 0,322            | pas qualifié         |
| 2006-2007 | 4e A             | 26               | 64               | 0,289            | pas qualifié         |
| 2007-2008 | 3e A             | 34               | 56               | 0,378            | pas qualifié         |
| 2008-2009 | 3e A             | 39               | 51               | 0,433            | pas qualifié         |
| 2009-2010 | 6e O             | 33               | 57               | 0,367            | pas qualifié         |
| 2010-2011 | 7e O             | 34               | 55               | 0,378            | pas qualifié         |

## Trophées et honneurs individuels
MVP de la saison
- 1997. José Estrada
- 2002. Michel Abreu